# Артистичне плавання на літніх Олімпійських іграх 2024 — групи
Змагання з артистичного плавання на серед груп на Олімпіаді 2024 року проходили 5-6 серпня у Акватік центрі.
Змагалося 10 команд, в кожній по 8 плавчинь. Змагання проходили в одне коло. Кожна команда виконувала по дві програми: обов'язкову і довільну. Обов'язкова програма складалася з 12-ти обов'язкових елементів, які потрібно було виконати у встановленому порядку впродовж від 2 хвилин 35 секунд до 3 хвилин 5 секунд. Довільна програма не мала жодних обмежень, крім часу; вона мала тривати між 3 хвилинами 45 секундами і 4 хвилинами 15 секундами.
Кожну програму оцінювали дві команди суддів, по п'ять осіб у кожній: технічна команда і артистична. Кожен суддя міг виставити оцінку від 0 до 10. Найвища і найнижча оцінки з кожної команди суддів викреслювались, залишаючи загалом шість оцінок, які в сумі давали оцінку за програму. Загальна оцінка утворена додаванням оцінок за обов'язкову і довільну програми.

## Результати
| Місце | Країна          | Спортсменки | Технічна програма | Довільна програма | Аркобатична програма | Загалом  |
| ----- | --------------- | --- | ----------------- | ----------------- | -------------------- | -------- |
| 1     | Китай (CHN)     | Гао Чан, Ю Фенг, Сію Ванг, Лію Ванг, Ксюній Ванг, Вінксюан Ксіан, Янінг Ксяо, Яй Жанг                                                                             | 313,5538          | 398,8917          | 283,6934             | 996,1389 |
| 2     | США (USA)       | Аніта Альварез, Ямі Жарковськи, Мегумі Філд, Кіана Гантер, Одрі Квон, Жаклін Лю, Даніелла Рамірез, Рубі Рематі                                                    | 282,7567          | 360,2688          | 271,3166             | 914,3421 |
| 3     | Іспанія (ESP)   | Ксель Ферре Гасет, Марина Гарсія Поло, Лілу Луїс Валетте, Мерісель Мас Пуджадас, Аліса Ожогіна Ожогін, Паула Рамірез Іванез, Іріс Тіо Сакас, Бланка Толедано Лаут | 287,1475          | 346,4644          | 267,1200             | 900.7319 |
| 4     | Франція (FRA)   | Лайліс Алавез, Анастасія Баяндіна, Амбре Есно, Лора Гонсалез, Романа Люнел, Ева Плане, Шарлотт Трембле, Лора Трембле                                              | 277,7925          | 340,0561          | 258,8001             | 886,6487 |
| 5     | Японія (JPN)    | Мой Гіга, Моека Кіджіма, Юта Коваяші, Томока Сато, Авано Шімада, Амі Вада, Машіро Ясунава, Мегуму Йошіда                                                          | 284,9017          | 343,0291          | 252,7533             | 880,6841 |
| 6     | Канада (CAN)    | Скарлетт Фінн, Одрі Ламос, Джонні Ньюман, Рафаель Плант, Кензі Пріделл, Клер Шефел, Жаклін Сімоне, Флоранс Тремблі                                                | 262,4808          | 343,6854          | 253,0567             | 859,2229 |
| 7     | Мексика (MEX)   | Регіна Альферез, Ферданда Ареллано, Нурія Діосдадо, Ітзамарі Гонсалез, Джоана Джеменез, Саманта Родрігез, Джессіка Собріно, Памела Тоскано                        | 242,9491          | 347,3874          | 263,4567             | 853,7932 |
| 8     | Італія (ITA)    | Лінда Черруті, Марта Якаччі, Софія Мастроянні, Енріка Пікколі, Лукреція Руггієро, Ізотта Спортеллі, Джулія Верніс, Франческа Зуніно                               | 277,8304          | 326,1500          | 241,9866             | 845,9670 |
| 9     | Австралія (AUS) | Раяна Баклі, Джорджия Кураж-Гарднер, Рафаель Гаузер, К'яра Газзард, Марго Джозеф-Куо, Анастасія Кузмаван, Зоя Пуліс, Мілена Валдманн                              | 235,9071          | 280,5521          | 211,9766             | 728,4358 |
| 10    | Єгипет (EGY)    | Фаріда Авделбарі, Маріам Ахмед, Надін Барсум, Аміна Елфекі, Хана Хейкал, Сальма Марей, Сондос Мохамед, Ніхал Саафан                                               | 242,7651          | 243,9896          | 219,2267             | 705,9814 |